# Guy Edgar Campbell

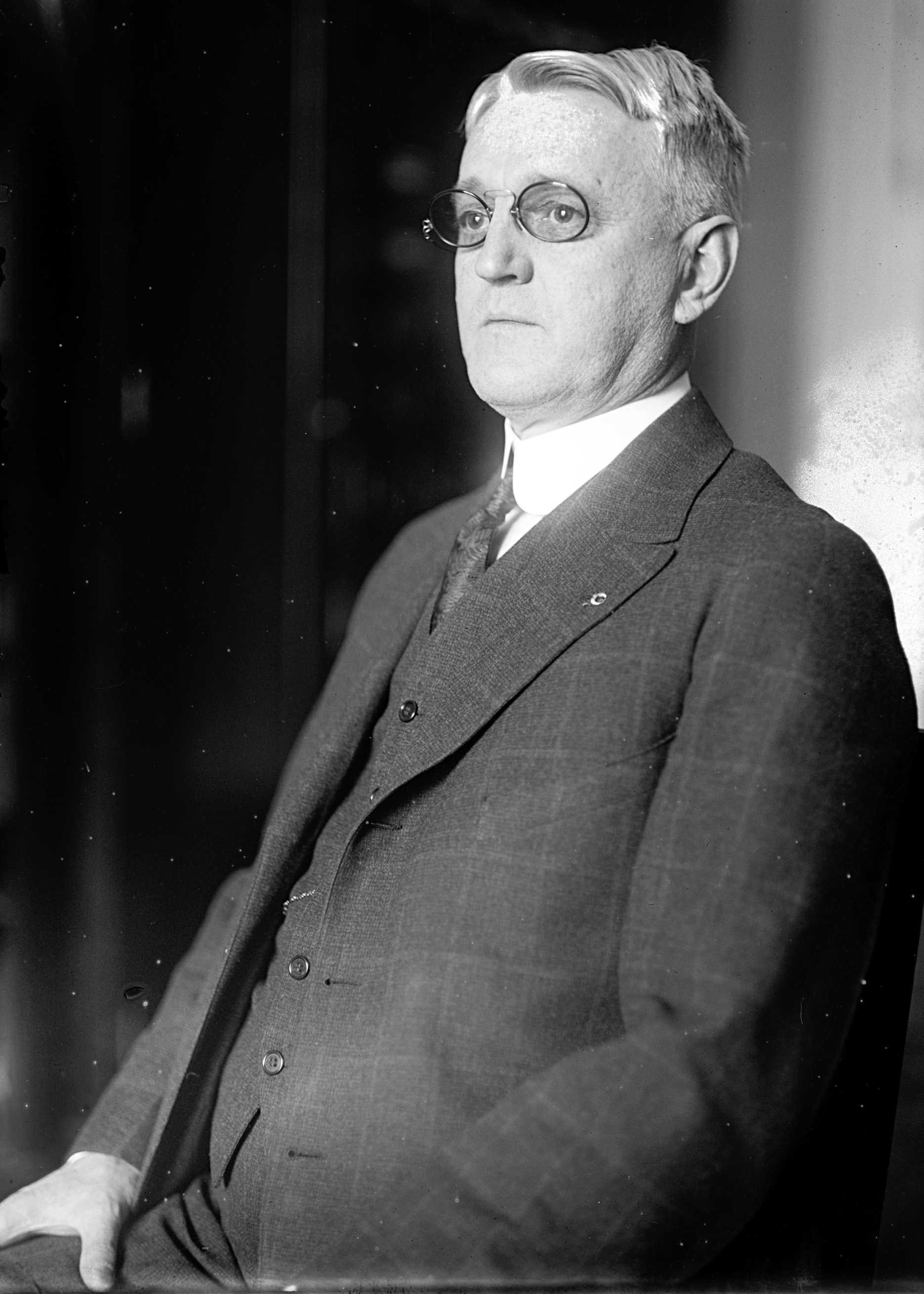
Guy Edgar Campbell (1921)

Guy Edgar Campbell (* 9. Oktober 1871 in Fetterman, Taylor County, West Virginia; † 17. Februar 1940 in Willoughby, Ohio) war ein US-amerikanischer Politiker. Zwischen 1917 und 1933 vertrat er den Bundesstaat Pennsylvania im US-Repräsentantenhaus.

## Werdegang
Guy Campbell besuchte die öffentlichen Schulen und die High Schools seiner Heimat. Im Jahr 1889 zog er mit seinen Eltern nach Pittsburgh in Pennsylvania; 1893 zog die Familie in die benachbarte Stadt Crafton weiter. Er besuchte das Iron City Business College in Pittsburgh und arbeitete dort danach bis 1896 als Büroangestellter für die Baltimore and Ohio Railroad. Anschließend war er bis 1903 in der Versicherungsbranche tätig. Danach engagierte er sich in Pennsylvania und West Virginia im Gas- und Ölgeschäft. Politisch wurde er Mitglied der Demokratischen Partei.
Bei den Kongresswahlen des Jahres 1916 wurde Campbell im 32. Wahlbezirk von Pennsylvania in das US-Repräsentantenhaus in Washington, D.C. gewählt, wo er am 4. März 1917 die Nachfolge des Republikaners Andrew Jackson Barchfeld antrat. Nach sieben Wiederwahlen konnte er bis zum 3. März 1933 acht Legislaturperioden im Kongress absolvieren. Seit 1923 vertrat er dort den 36. Distrikt seines Staates. Ebenfalls ab 1923 war Campbell für die Republikanische Partei im Kongress, zu der er zwischenzeitlich übergetreten war. Zwischen 1923 und 1925 war er Vorsitzender des Ausschusses zur Kontrolle der Ausgaben des Arbeitsministeriums. In seine Zeit im Kongress fiel der Erste Weltkrieg. Außerdem wurden in den Jahren 1919 und 1920 der 18. und der 19. Verfassungszusatz ratifiziert. Dabei ging es um das Verbot des Handels mit alkoholischen Getränken sowie die bundesweite Einführung des Frauenwahlrechts.
Im Jahr 1932 wurde Guy Campbell nicht wiedergewählt. Nach dem Ende seiner Zeit im US-Repräsentantenhaus arbeitete er als Berater in der Bundeshauptstadt Washington. Er starb am 17. Februar 1940 in Willoughby.